# Simarouba amara

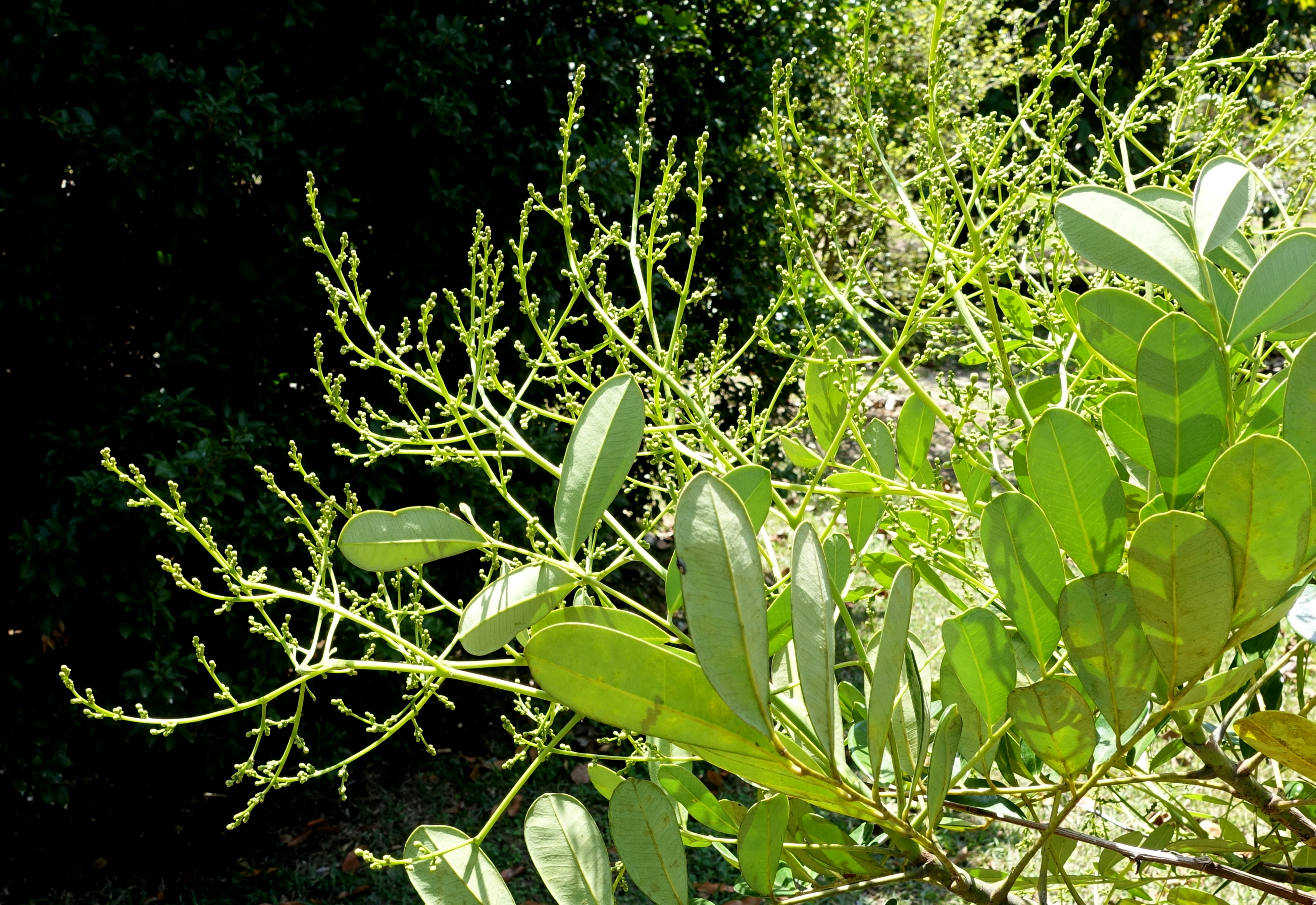
Blätter und Blütenstände

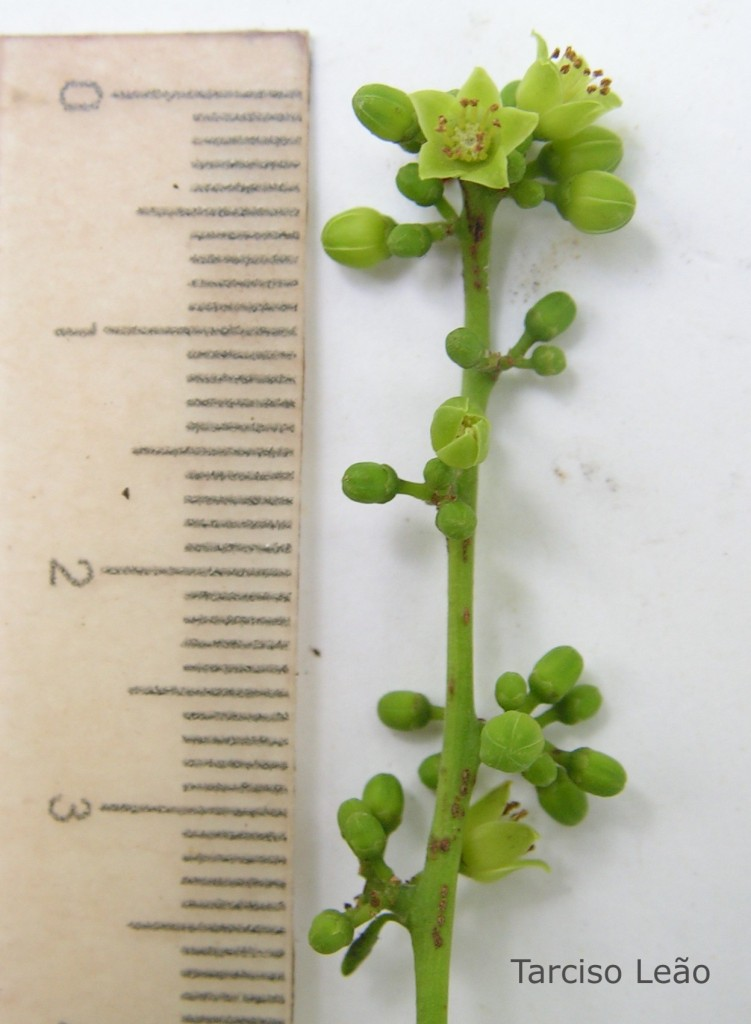
Blüten

Simarouba amara ist ein Baum in der Familie der Bitterscherengewächse aus dem nördlicheren Süd- und Mittelamerika.
Sehr ähnlich ist die kleinere Simarouba glauca, mit größeren Früchten, Blüten und Antheren, die häufiger zur Fettgewinnung wie für das Holz genutzt wird, und der Gattungsname wird auch oft mit Simaruba geschrieben. Beide Arten werden auch mit „Aceituno“ bezeichnet.

## Beschreibung
Simarouba amara ist ein schnellwüchsiger, immergrüner, großer Baum der bis etwa 35–40 Meter hoch wächst. Die relativ glatte, feinfurchige Borke ist gräulich oder bräunlich und im Alter leicht rissig.
Die gestielten, wechselständigen Laubblätter sind wechselnd, meist unpaarig, gefiedert mit etwa 9–21 Blättchen. Die kurz gestielten, oberseits glänzenden, kahlen, ledrigen Blättchen sind oft sehr entfernt wechselnd stehend. Sie sind ganzrandig, oft stachelspitzig, verkehrt-eiförmig bis länglich oder elliptisch und an der Spitze abgerundet bis gestutzt und teils eingebuchtet. Sie sind etwa 5–14 Zentimeter lang und unterseits hellgrün bis glauk und schwach bis leicht papillös. Die Nervatur ist gefiedert, mit oberseits undeutlichen Seitenadern.
Simarouba amara ist zweihäusig diözisch. Die eingeschlechtlichen, gestielten und meist fünfzähligen, grün-gelblichen Blüten mit doppelter Blütenhülle stehen in endständigen Rispen. Der becherförmige Kelch ist klein, mit fünf kurzen, breiten Lappen. Die dachziegeligen Kronblätter sind eiförmig und eher gerade. Die männlichen, etwas längeren Blüten besitzen 10 Staubblätter, mit einem haarigen, schuppigen Anhängsel am Grund, in zwei ungleich langen Kreisen und einen kleinen, kissenförmigen und haarigen, reduzierten Pistillode. Die weiblichen Blüten haben einen fünfkammerigen, oberständigen und tieflappigen, auf einem scheibigen Stempelfuß (Gynobasis) stehenden Fruchtknoten mit kurzem, gynobasischem Griffel und fünf, längliche, zurückgelegte Narbenästen sowie kurze, haarige Staminodien.
Es werden Spaltfrüchte an einem Karpophor gebildet. Die einzelnen, ellipsoiden und olivenähnlichen, leicht zweiteiligen und kahlen Steinfrüchte (Merikarpien) sind etwa 1,3–1,7 Zentimeter groß und zur Reife erst gelb bis orange-rötlich und dann schwarzblau. Der große, eiförmige Steinkern ist etwas geadert und hellbraun sowie etwa 1,4 Zentimeter lang.

## Verwendung
Aus den Samen wird ein Speisefett erhalten, es kann auch für verschiedene industrielle Anwendung genutzt werden. Es kann als Kakaobutteräquivalent verwendet werden.
Die essbare Fruchtpulpe wird zu Getränken verarbeitet. Die Samen- bzw. Steinschalen können z. B. als Aktivkohle verwendet werden.
Die Rinde (Wurzelrinde; Cortex Simaroubae) und die Blätter können medizinisch genutzt werden.
Das helle, leichte und weiche, nicht sehr beständige Holz wird als Resonanzboden in Streichinstrumenten verwendet. Auch kann es für verschiedene andere Anwendung genutzt werden oder für Streichhölzer. Es ist bekannt als Simar(o)uba oder Marupá.